# (25978) Katerudolph
(25978) Katerudolph est un astéroïde de la ceinture principale.

## Description
(25978) Katerudolph est un astéroïde de la ceinture principale. Il fut découvert le 18 mars 2001 à Socorro (Nouveau-Mexique) par le projet LINEAR. Il présente une orbite caractérisée par un demi-grand axe de 2,77 UA, une excentricité de 0,08 et une inclinaison de 8,7° par rapport à l'écliptique.

## Compléments